# Flashback (musikalbum av Darin)
Flashback är den svenske sångaren Darins fjärde studioalbum, utgivet den 3 december 2008. Den första singeln, "Breathing Your Love", släpptes den 13 oktober 2008. 
Darin har på skivan jobbat med bland andra RedOne, David Jassy, TWIN, Jason Gill, Johan Bobäck, Ilya och folk från Murlyn Music. Darin har varit med och skrivit alla låtar utom en. 

## Låtlista
1. "Breathing Your Love" (ft. Kat DeLuna) 3:53 (Darin/Bilal Hajji/Novel/Red One)
2. "Seasons Fly" 3:02 (Linda Sundblad/Johan "JB" Bobäck/Darin)
3. "Road Trip" 4:45 (Ilya S/David Jassy/Darin)
4. "Dance" 3:33 (Darin/Bilal Hajji/Novel/Red One)
5. "Karma" 3:57 (Ilya S/David Jassy)
6. "Flashback" 3:56 (Stefan Gräslund/Darin/David Jassy/Magnus Wallbert)
7. "Strobelight" 3:48 (Darin/David Jassy/Magnus Wallbert/Stefan Gräslund)
8. "Girl Next Door" 3:11 (Darin/Bilal Hajji/RedOne/Novel)
9. "Runaway" 3:02 (David Jassy/Magnus Wallbert/Stefan Gräslund/Darin)
10. "Paradise" 3:59 (A. Curtis/Darin/J Gill/S. Gill)
11. "See U At The Club" 3:43 (Darin/RedOne/Novel/Bilal Hajji)
12. "What If" (Bonus Track) 3:34 (Niclas Molinder/D. Jassy/Joacim Persson/J. Alkenäs)